# Joanna Dittmann
Joanna Dittmann (9 de febrero de 1992) es una deportista polaca que compite en remo.
Ganó una medalla de plata en el Campeonato Mundial de Remo de 2017 y cuatro medallas en el Campeonato Europeo de Remo entre los años 2014 y 2019.
Participó en los Juegos Olímpicos de Tokio 2020, ocupando el sexto lugar en la prueba de cuatro sin timonel.

## Palmarés internacional
| Campeonato Mundial | Campeonato Mundial        | Campeonato Mundial | Campeonato Mundial |
| Año                | Lugar                     | Medalla            | Prueba             |
| ------------------ | ------------------------- | ------------------ | ------------------ |
| 2017               | Sarasota (Estados Unidos) | Medalla de plata   | Cuatro sin timonel |
| Campeonato Europeo |                           |                    |                    |
| Año                | Lugar                     | Medalla            | Prueba             |
| 2014               | Belgrado (Serbia)         | Medalla de bronce  | Cuatro scull       |
| 2017               | Račice (República Checa)  | Medalla de plata   | Cuatro sin timonel |
| 2018               | Glasgow (Reino Unido)     | Medalla de bronce  | Cuatro sin timonel |
| 2019               | Lucerna (Suiza)           | Medalla de bronce  | Cuatro sin timonel |